# Cargol de Pascal

Construcció d'un cargol de Pascal

En matemàtiques, els cargols de Pascal, són corbes amb forma de cor. La cardioide és un cas especial, que té un punt de retrocès. Els cargols de Pascal són un cas particular d'epitrocoide en què els dos cercles emprats per generar la corba tenen el mateix radi.
En coordenades polars la seva equació és
{\displaystyle r=a+b\sin \theta \ }
I en coordenades cartesianes és
{\displaystyle (x^{2}+y^{2})^{2}-(a^{2}+2by)(x^{2}+y^{2})+b^{2}y^{2}=0\,}.
Intercanviant les variables x i y de l'equació anterior, s'obté també un caragol de Pascal, el qual en coordenades polars és
{\displaystyle r=a+b\cos \theta \ }
El cargol de Pascal és una corba algebraica plana.

## Història
La recerca formal sobre aquestes corbes s'atribueix a Étienne Pascal, pare de Blaise Pascal. Però l'artista renaixentista alemany, Albrecht Dürer va investigar abans aquestes corbes. El llibre de Dürer  Underweysung der Messung (Instrucció sobre les mesures) Arxivat 2016-03-03 a Wayback Machine. conté mètodes geomètrics específics per a produir cargols de Pascal.

## Visualització

Un cargol de Pascal, una cardioide i una trisectriu, respectivament.